# Bezmiâlem Sultan
Bezmiâlem Sultan (* um 1807 in Georgien; † 2. Mai 1853 in Istanbul) war die neunte Gemahlin des osmanischen Sultans Mahmud II. und unter ihrem Sohn Abdülmecid I. von 1839 bis 1853 Valide Sultan.

## Leben
Bezmiâlem Sultan wurde um 1807 im Russischen Zarenreich geboren. Ihre genaue Herkunft ist unklar. Sie stammt wohl aus Georgien und könnte aus der Adelsfamilie Machabeli stammen oder aus der adligen Familie Anchabadze. Bezmiâlems ursprünglicher Name ist unbekannt. In Istanbul erhielt sie ihren späteren Namen, der im Persischen „Ornament des Universums“ bedeutet. Sie wurde von Esma Sultan erzogen, einer Tochter von Abdülhamid I. und Schwester von Mahmud II. Vor ihrem Einzug in den Harem soll sie als Bedienstete im Bad des Hofes gearbeitet haben. Sie wird als schöne Frau mit blassem Teint und rotem Haar beschrieben, mit einem schönen Antlitz und außerordentlich schönen Händen.
Bezmiâlem heiratete Sultan Mahmud im Jahr 1822 und wurde „fünfte Gemahlin“. Am 25. April 1823 gebar sie ihren einzigen Sohn Şehzade Abdülmecid. Nachdem dieser 1839 im Alter von nur 16 Jahren nach dem Tod des Vaters den Thron bestieg, wurde Bezmiâlem mit 31 Jahren zur Valide Sultan. Sie wurde zur mächtigen Ratgeberin für ihren Sohn und bestimmte bis zu ihrem Tode die Politik des Reiches mit. So wies sie Abdülmecid I. an, die Versuche des neuen Großwesirs Hüsrev Mehmed Pascha, die wichtigsten Positionen am Hofe mit seinen Gefolgsleuten zu besetzen, abzulehnen. Abdülmecid versuchte daraufhin Zeit zu gewinnen und wartete auf die Rückkehr von Mustafa Reşid Pascha aus England, bevor er wichtige politische Entscheidungen traf. Sie empfahl Abdülmecid außerdem, Mustafa Reşid zum Großwesir zu machen, weil sie glaubte, er verstehe, was Mahmud in seinem Tanzimat-Reformprogramm erreichen wollte.
Bezmiâlem galt als fromme Muslimin. Sie gehörte dem spirituellen Naqschbandīya-Orden an und galt als Anhänger des Inders Muhammad Jan, der in den 1830er Jahren in Istanbul viele Anhänger fand. Die Ansichten der Naqschbandīya gab sie auch an ihren Sohn weiter.
Bezmiâlem Sultan starb 1853 im Beşiktaş-Palast an Tuberkulose und wurde in der Türbe ihres Mannes Mahmud in der Divanyolu Caddesi in Istanbul bestattet.

## Wohltätige Stiftungen und Bautätigkeit

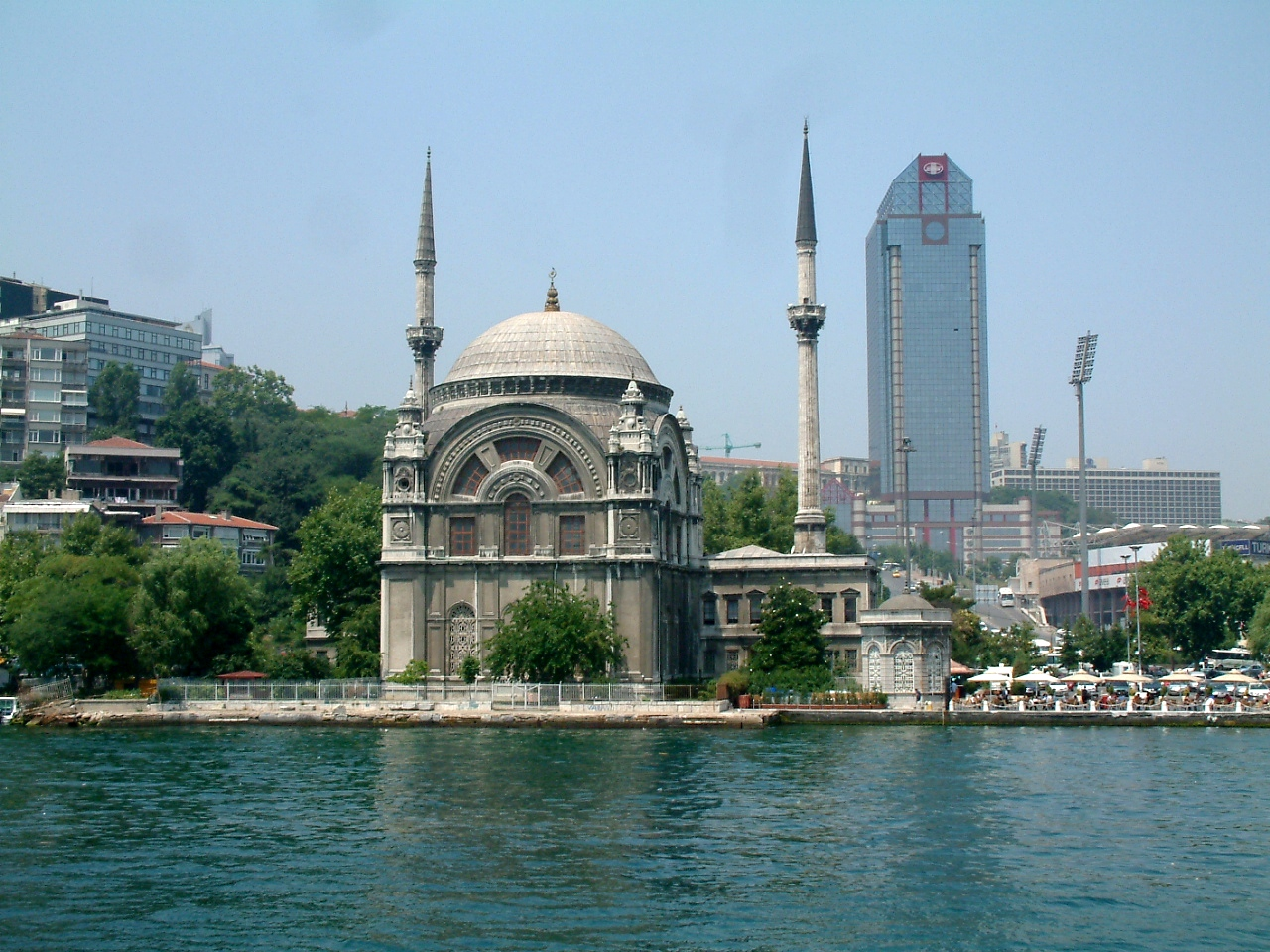
Die von Bezmiâlem in Auftrag gegebene Dolmabahçe-Moschee.

Wie viele andere einflussreiche osmanische Frauen war auch Bezmiâlem Kunst- und Architekturmäzenin und hinterließ viele Spuren auf dem Gebiet des Reiches. Im Jahr 1845 ließ sie über dem Goldenen Horn eine Holzbrücke errichten (Cisr-i Cedid, auch Valide-Brücke). Im gleichen Jahr beauftragte sie den Bau des Hospitals Gurebâ-yi Müslimîn, eines Brunnens und einer Moschee in Yenibahçe. Ein weiteres Hospital ließ sie in Mekka erbauen.
Sie beauftragte mehrere Çeşmes (Brunnenpavillons) in ganz Istanbul. Der erste wurde 1839 kurz nach der Thronbesteigung von Abdülmecid in Maçka errichtet. Ein zweiter wurde 1841 im Stadtviertel Uzunyusuf im Bezirk Silivrikapı erbaut. Der dritte Brunnen entstand 1843 im Stadtviertel Ülçer im Bezirk Sultanahmet. Im gleichen Jahr baute sie einen Brunnen im Topkapı-Palast. Im Jahr 1846 entstand ein weiterer Brunnen im Viertel Cihannüma in Beşiktaş. Im Jahr 1852/53 ließ Bezmiâlem außerdem einen Brunnen in Tarabya bauen. Zwei weitere entstanden in Alibeyköyü in der Nähe des Galata-Turmes. Sie ließ den Brunnen des Abdullah Agha in Silivrikapı 1841 reparieren, im gleichen Jahr auch einen Brunnen in Kasımpaşa und zehn Jahre später den Brunnen von Mehmed I. im Topkapı-Palast.
Die Valide Sultan unterschrieb auch drei Aufträge für Sebils. Zwei entstanden in Medina, einer auf der Straße zum Grab von Hamza ibn Abdul-Muttalib und einer 1851 am Damaskus-Tor in der Nähe des sogenannten Sebil Bahçesi. Ein dritter wurde im Hof des Schreins von Husayn ibn Ali in Karbala errichtet.
Im Jahr 1850 gründete Bezmiâlem in der Nähe der Türbe ihres Mannes eine Dârülmaârif, eine Schule, die Beamte ausbildete und aus der das bis heute bestehende Cağaloğlu Anadolu Lisesi hervorging. Außerdem gründete sie eine Schule für Drucker und spendete 546 Bücher für deren Bibliothek. Zwei weitere Schulen in Beykoz und Akşı gehen ebenfalls auf sie zurück.
Bezmiâlems bedeutendste Bautätigkeit ist aber die neoklassizistische Dolmabahçe-Moschee in der Nähe des Dolmabahçe-Palasts, die von Garabed Amira Balyan und dessen Sohn Nigoğayos entworfen wurde. Der Bau der Moschee wurde erst nach ihrem Tod vollendet.